# Kanazawa Bunko

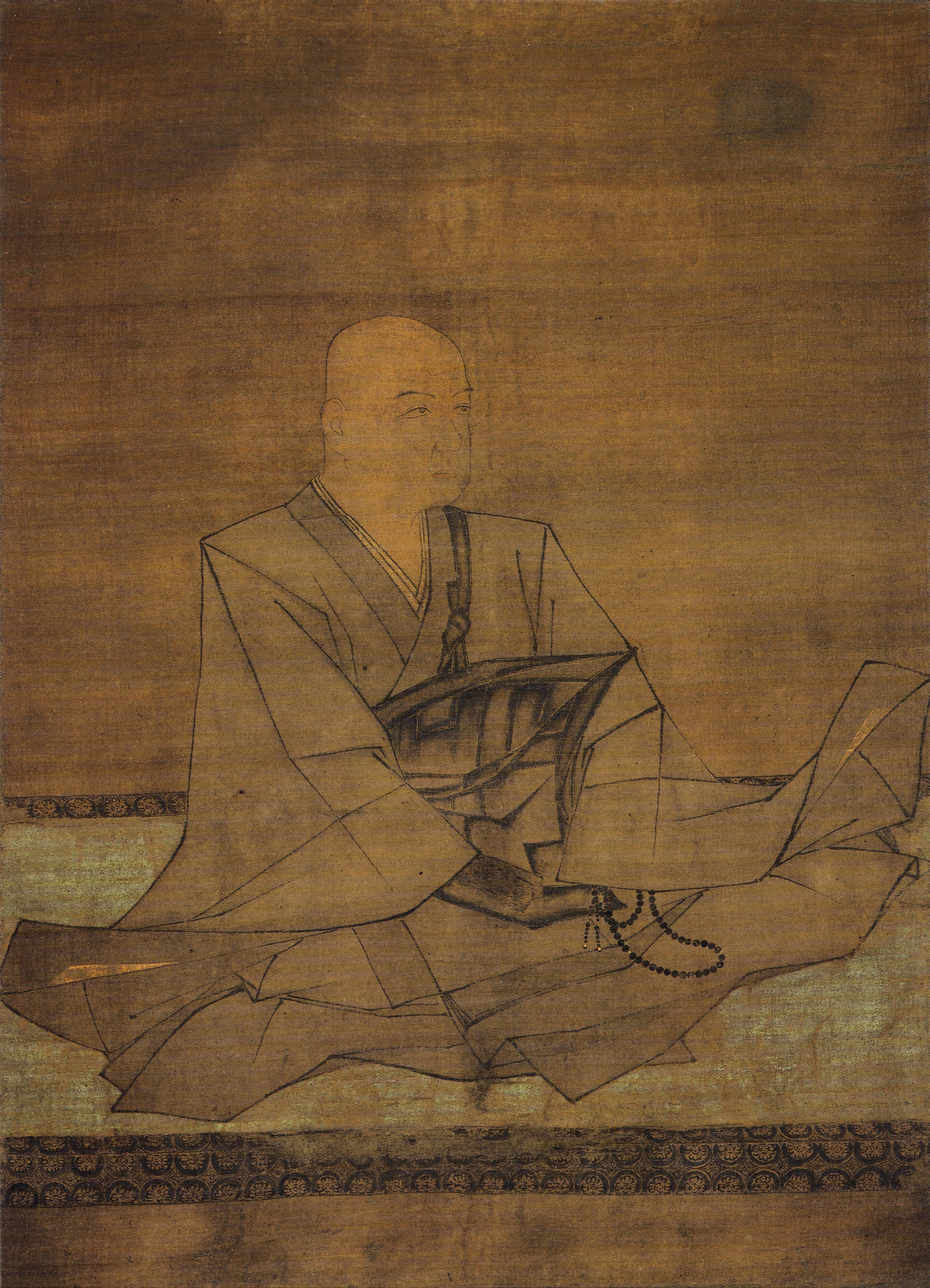
Hōjō Sanetoki

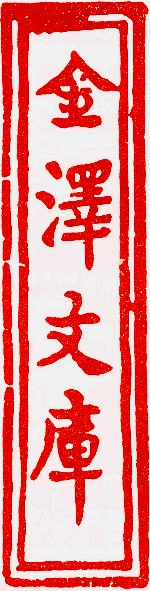
Siegel des Bunko

Der Kanazawa Bunko (japanisch 金沢文庫) in Yokohama, Präfektur Kanagawa bewahrt das kulturelle Erbe der Hōjō und macht es der Öffentlichkeit zugänglich. Träger ist die Präfektur Kanagawa.

## Geschichte

### Der Anfang
In Kamakura war schon bald nach dem Tod von Minamoto no Yoritomo die tatsächliche Macht von den Minamoto auf deren Hausverweser, die Hōjō, übergegangen. Ihnen verdanken wir die bedeutendste Bibliothek des alten Japans. Ein Enkel des zweiten Hausverwesers Hōjō Yoshitoki, Sanetoki (北条実時; 1224–1276), der in der Kamakura-Regierung verschiedene Posten bekleidete, soll sich schon in früher Jugend für die Wissenschaft begeistert haben. Er sammelte japanische und chinesische Bücher und brachte diese gegen Ende seines Lebens in seinem Landhaus in Kanazawa unter, einem Ort in der Nähe des damaligen Regierungssitzes Kamakuras, aber an der Bucht von Edo gelegen.
Die Bibliothek, der Kanazawa Bunko, wurde von Sanetokis Sohn Akitoki (北条頭時; 1248–1301), dem Enkel Sadaaki (北条貞頭: 1278–1333) sowie von seinem Urenkel Sadamasa (1302–1333) weiter gepflegt. Der Bestand soll zwanzigtausend Bände überstiegen und über ein eigenes Gebäude verfügt haben. Die Bibliothek umfasste japanische und chinesische Schriften buddhistischen und konfuzianischen Inhalts sowie historische, philosophische, medizinische, literarische Werke und schließlich auch Werke zur Kalenderkunde. Die Rolle des Bunko als öffentlich zugängliche Bibliothek im kulturellen Leben der ganzen Region und darüber hinaus ist durch Besucher aus allen Teilen des Landes belegt.

### Die weitere Entwicklung
Nach dem Fall der Kamakura-Regierung (1333) und dem damit verbundenen Auslöschung der Hōjō kümmerte sich ihr Haustempel, der Shōmyō-ji (称名寺), weiter um die Bestände, die er auch schon vorher mitverwaltet hatte. Da aber auch der Tempel mit dem Untergang der Hōjō seine größten Förderer verloren hatte, konnte er auf Dauer das Bibliotheksgebäude nicht erhalten und überführte die Bestände auf sein eigenes Gelände. Die Sammlung blieb in der Folgezeit von Schäden durch politisch-militärischen Unruhen oder Brände verschont, aber große Teile daraus wurden nach und nach weggebracht, so nach 1600 von Tokugawa Ieyasu, dem neuen Machthaber im Lande, später auch von Maeda Tsunanori (1643–1724), dem Oberhaupt des wohlhabenden Fürstentums Kaga, der damit seine Bibliothek, den Sonkeikaku Bunko auffüllte. Aus dem Tokugawa-Besitz gelangten nach der Meiji-Restauration von 1868 viele Werke in das Archiv des Kaiserlichen Hofamtes und in die Kabinetts-Bibliothek. Letztere werden heute im Nationalarchiv aufbewahrt. Der Sonkeikaku Bunko der Maeda überdauerte die Zeiten – er wird heute in Tōkyō (Komaba) in Form einer Stiftung geführt. In jedem Fall sind die damals entnommenen Bestände leicht kenntlich durch den Stempel (zōshoin) Kanazawa Bunko.

### Wiederaufbau
Der gute Ruf der einstigen Bibliothek blieb auch nach ihrem Niedergang lebendig, und so gab es bereits in den 1920er-Jahren erste Wiederaufbaupläne, u. a. angeregt durch Ministerpräsident Itō Hirobumi. Nach 1868 griff die Regierung die Pläne auf und errichtete ein Gebäude, das allerdings beim Kantō-Erdbeben 1923 Schäden erlitt. 1930 konnte mit kaiserlicher Unterstützung dann ein repräsentatives neues Bibliotheksgebäude im japanisch-europäischen Stil für die Sammlung eröffnet werden. Als Platz wurde das Gelände des Tempels Shōmyō-ji gewählt, der in bescheidener Form weiter existiert hatte. Der wiedererrichtete Bunko wurde zunächst der Präfekturbibliothek der Präfektur Kanagawa unterstellt, seit 1955 wird er als Museum der Präfektur geführt, in dem auch Kunstgegenstände aus der Kamakura-Zeit gezeigt werden. 1990 erhielt er ein neues Gebäude, in dem die Bibliotheks- und Museumsfunktionen vereint sind.
Um die Geschichte des Kanazawa Bunko hat sich sein erster Direktor der Neuzeit, Seki Yasushi (関靖; 1877–1958), verdient gemacht. Er fasste die Ergebnisse seiner jahrelangen Nachforschungen in dem Werk Kanazawa bunko no kenkyū (金沢文庫の研究) zusammen, das er 1951 publizierte. Wie weit die Bibliothek wirklich der Öffentlichkeit zur Verfügung stand und welche Funktion die in Dokumenten erwähnte Hochschule Kanazawa neben der Priesterausbildung hatte, ist allerdings auf Grund der spärlichen Informationen nicht völlig geklärt.

## Der Bunko heute
Der Bunko ist baulich wie folgt gegliedert:
- Im Erdgeschoss (1.256 m²) führt die Eingangshalle zu einem Übersichtsraum und zu einem hohen tempelartigen Raum auf der rechten Seite und zu zwei weiteren Ausstellungsräumen auf der linken Seite. Der tempelartige Raum enthält buddhistische Skulpturen und Gemälde.
- Im ersten Stock (760 m²) befindet sich ein großer Ausstellungsraum und die Bibliothek mit 40.000 Bänden samt Lesezimmer.
- Im Untergeschoss (753 m²) befinden sich ein Saal und Studienzimmer.

Erreichbar ist Anlage über den Bahnhof Kanazawa-bunko an der Keikyū-Hauptlinie.

## Aus dem Bestand
- Nationalschätze: 1 Bilder-Sammlung von 5 Portraits der Hōjō, 1 Schriftsammlung (19 Schriftstücke).
- Wichtige Kulturgüter: 3 Bildsammlungen mit 29 Bildern, Skulptur-Gruppen mit 22 Skulpturen, 7 kunstgewerbliche Gegenstände, 8 Schriftsammlungen (16 Schriftstücke), Alte Bücher (4.149 Bände).
- Dazu kommen noch Bilder und Skulpturen, die als Wichtiges Kulturgut der Präfektur eingestuft sind.